# Рохлин, Яков Герасимович
Яков Герасимович Рохлин (27 января 1903, Санкт-Петербург, Российская империя — 1996, Москва, Россия) — советский шахматист и деятель советского шахматного движения, мастер спорта СССР (1929 и 1967), заслуженный тренер СССР (1962), международный мастер ИКЧФ (1967), международный арбитр (1956). Гостренер Спорткомитета РСФСР (1946—1958), председатель всесоюзного шахматного профсоюза (1964). Кандидат педагогических наук, доцент. Шахматный литератор.

## Биография
Участвовал в 1926 году в ленинградском турнире с участием К. Торре — 2—3 места. Участник чемпионатов СССР 1927 и 1929 годов. В чемпионатах Ленинграда 1926 и 1929 годов занял 4-е места. В 1930 году в турнире ленинградских мастеров поделил 4—6-е места.
В 1925 году сыграл вничью матч с А. Ф. Ильиным-Женевским — 4 : 4 (+3 −3 =2). В 1928 году сыграл вничью матч с Я. С. Вильнером 5 : 5 (+4 −4 =2). В 1929 году выиграл квалификационный матч у А. Я. Моделя — 5½ : 4½ (+5 −4 =1). За эту победу Рохлину было присвоено звание мастера спорта, которое он сохранял до 1935 года (был лишен звания по результатам квалификационной проверки Исполнительного бюро шахматной секции ВСФК, звание было присвоено вторично на основании результатов в игре по переписке). 
В 1940 году защитил диссертацию на тему «Методика шахматного преподавания».
В 1937 году переехал в Москву. Являлся судьей или организатором многих соревнований, в которых принимали участие ведущие шахматисты СССР, входил в Президиум советской шахматной федерации. Один из первых организаторов советского шахматного движения; активно участвовал в организации первых шахматных клубов в Ленинграде, Москве и других городах РСФСР. Организатор первой в СССР шахматной кафедры в Ленинградском институте физкультуры имени П. Ф. Лесгафта (совместно с В. А. Алаторцевым и В. В. Рагозиным).
Скончался в 1996 году в Москве. Похоронен в колумбарии Донского кладбища.

## Спортивные результаты
| Год         | Город      | Соревнование                                                              | + | − | = | Результат | Место |
| ----------- | ---------- | ------------------------------------------------------------------------- | - | - | - | --------- | ----- |
| 1925        | Ленинград  | «Турнир 10-ти» (Е. Д. Боголюбов и 9 ленинградских шахматистов)            | 1 | 6 | 2 | 2 из 9    | 10    |
|             | Ленинград  | Первенство Ленинграда                                                     |   |   |   | 3½ из 11  | 9     |
|             | Ленинград  | Матч с А. Ф. Ильиным-Женевским                                            | 3 | 3 | 2 | 4 : 4     |       |
| 1925 / 1926 | Ленинград  | Турнир с участием К. Торре                                                | 2 | 2 | 2 | 3 из 6    | 2—3   |
| 1926        | Ленинград  | Первенство Ленинграда                                                     | 4 | 3 | 2 | 5 из 9    | 4     |
|             | Стокгольм  | Матч Стокгольм — Ленинград (3-я доска, против К. Юнггрена)                | 0 | 1 | 1 | 0½ из 2   |       |
|             | Москва     | Матч Москва — Ленинград (6-я доска, против Н. Д. Григорьева)              |   |   |   |           |       |
|             | Ленинград  | Матч профсоюза совторгсужащих Ленинград — Москва (против С. Я. Немлихера) | 1 |   |   |           |       |
| 1927        | Ленинград  | Матч с С. Б. Готгильфом                                                   |   |   |   |           |       |
|             | Ленинград  | Турнир совработников                                                      |   |   |   |           |       |
|             | Ленинград  | Турнир 6 шахматистов (двухкруговой)                                       |   |   |   | 2½ из 10  | 5—6   |
|             | Ленинград  | Матч Ленинград — Новгород (1-я доска, против В. И. Созина)                |   | 1 |   |           |       |
|             | Ленинград  | Матч Ленинград — Москва (против Х. И. Холодкевича)                        | 0 | 2 | 0 | 0 из 2    |       |
|             | Москва     | 5-й чемпионат СССР                                                        | 4 | 8 | 8 | 8 из 20   | 15—17 |
| 1928        | Кисловодск | Матч с Я. С. Вильнером                                                    | 4 | 4 | 2 | 5 : 5     |       |
|             | Ленинград  | Первенство Ленинграда                                                     | 5 | 5 | 5 | 7½ из 15  | 9—10  |
| 1929        | Ленинград  | Первенство Ленинграда                                                     | 3 | 2 | 2 | 4 из 7    | 4     |
|             | Одесса     | 6-й чемпионат СССР (четвертьфинальный турнир, группа № 1)                 | 3 | 1 | 4 | 5 из 8    | 1—2   |
|             |            | (полуфинальный турнир, группа № 2)                                        | 0 | 3 | 2 | 1 из 5    | 6     |
|             | Ленинград  | Матч с А. Я. Моделем                                                      | 5 | 4 | 1 | 5½ : 4½   | [ 3 ] |
| 1930        | Ленинград  | Турнир ленинградских мастеров                                             |   |   |   | 4 из 8    | 4—6   |
|             | Ленинград  | Матч Ленинград — Москва (против В. Н. Панова)                             |   | 1 |   |           |       |
| 1931        | Москва     | Полуфинал 7-го чемпионата СССР                                            |   |   |   |           |       |
| 1932 / 1933 | Ленинград  | Турнир ленинградских мастеров (в Доме ученых)                             |   |   |   | 2 из 10   | 6     |
| 1933        | Ленинград  | Турнир ленинградских мастеров                                             |   |   |   | 3½ из 13  | 13    |
| 1934        | Ленинград  | Показательный турнир мастеров                                             |   |   |   | 1½ из 8   | 5     |
|             | Ленинград  | Турнир ленинградских мастеров                                             |   |   |   | 2½ из 13  | 14    |
|             | Москва     | Чемпионат РСФСР (групповой этап)                                          |   |   |   |           |       |
| 1935        | Ленинград  | «Турнир 12-ти» (А. А. Лилиенталь и 11 ленинградских шахматистов)          |   |   |   | 1½ из 11  | 12    |
| 1944        | Москва     | Полуфинал 13-го чемпионата СССР                                           |   |   |   |           |       |

### Соревнования по переписке
| Год       | Соревнование                                      | + | − | = | Результат | Место |
| --------- | ------------------------------------------------- | - | - | - | --------- | ----- |
| 1935—1936 | Турнир мастеров и I категории                     |   |   |   | 2 из 12   | 13    |
| 1957—1959 | Матч СССР — ФРГ (против Швинда)                   |   |   |   |           |       |
| 1963—1964 | Чемпионат Европы                                  |   |   |   |           |       |
| 1964—1965 | Командное первенство Европы                       |   |   |   |           |       |
| 1965—1967 | Матч СССР — Чехословакия (против Ю. Гукеля)       |   |   |   |           |       |
| 1965—1968 | 5-й чемпионат мира                                |   |   |   | 7½ из 16  | 9—11  |
| 1967—1969 | Матч СССР — Великобритания (против Дж. Литтлвуда) |   |   |   |           |       |

## Книги
- Шахматы и культработа. — Л., 1929;
- Словарь шахматиста. — Л., [1929] (соавтор);
- Шахматное творчество. — Ер., 1931 (на армянском языке);
- Как научиться играть в шахматы. — М.—Л., 1932;
- Теория и практика шахматного искусства, 3-е издание. — М.—Л., 1949;
- Успехи советской шахматной культуры. — М., 1954;
- Шахматы на селе. — М., 1955;
- Шахматы. — М., 1959;
- На шахматном Олимпе. — М., 1961;
- Основы шахматного творчества. — Ярославль, 1967;
- Совершенствования шахматиста. — М., 1968;
- Книга о шахматах. — М., 1975;
- Шахматные занятия. — Ярославль, 1977;
- Мыслить и побеждать, 2-е издание. — М., 1979;
- Шахматы для молодёжи. — Ярославль, 1985.